# Ленин (монастырь)
Монастырь Лени́н (нем. Kloster Lehnin) — бывшее цистерцианское аббатство, расположено в одноимённой общине Клостер-Ленин к юго-западу от Потсдама. Основано в 1180 году, в 1542 году секуляризировано в ходе Реформации. С 1911 года в Ленине размещается монастырь Луизы Генриетты. Монастырь Ленин находится в центре возвышенности Цаухе в окружении лесов и водоёмов в 700 метрах от Монастырского озера (нем. Klostersee).
В Средние века монастырь Ленин играл важную роль в процессах внутренней колонизации молодой Бранденбургской марки под руководством первых маркграфов из дома Асканиев. Наряду с исторической ролью, монастырь Ленин обладает большим культурным значением. Монастырская церковь относится к числу наиболее значительных строений кирпичной романики и готики Бранденбурга. Реконструкция церкви в 1871-1877 годах была признана блестящим примером в истории охраны архитектурных памятников. Современный монастырь Ленин считается образцовым в Евангелической церкви Германии.

## Фактор стабилизации молодой Бранденбургской марки

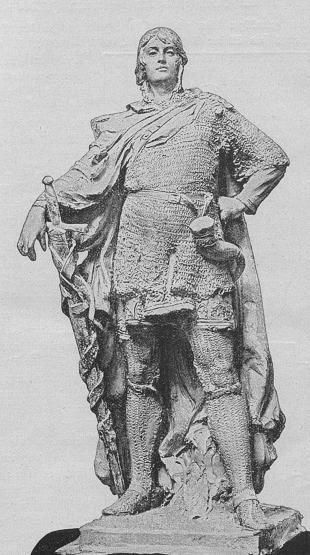
Оттон I. Памятник на Зигесаллее в Берлине

Монастырь Ленин был основан в 1180 году вторым маркграфом Бранденбурга Оттоном I, преследовавшим этим экономические, политические и религиозные цели. Бранденбургская марка была основана за 23 года до этого, в 1157 году её первым маркграфом Альбрехтом Медведем, одержавшим решительную победу над славянским князем Яксой из Копаницы. Затяжная борьба между немцами и славянами за Тельтов, Хафельланд и Цаухе с переменным успехом продолжалась уже несколько столетий, поэтому Альбрехт Медведь и его сын Оттон I понимали, что победа над Яксой в 1157 году не означала конец борьбе за власть над этой территорией.
Консолидация новых территорий, на которых проживало славянское население, удалась Асканиям благодаря двойной стратегии. С одной стороны они приглашали к себе переселенцев-христиан, например, из Фландрии (память о них сохранилась в названии местности Флеминг), которые вскоре уравновесили «языческое» славянское население. С другой стороны, с основанием цистерцианского монастыря в Бранденбурге появились активные христиане, чьи достойные подражания успехи в ведении хозяйства отвечали интересам Асканиев в получении высоких доходов с этих земель.
В конце XII века территория Бранденбургской марки не совпадала по контурам с границами современной федеральной земли Бранденбург: помимо Альтмарка в неё входили лишь восточная часть Хафельланда и Цаухе. Лишь в последующие 150 лет Асканиям удалось продвинуть пределы марки до Одера. Монахи из Ленина внесли свой вклад в постепенное продвижение немцев на восток через реки Хафель и Нуте в Тельтов, на Берлинскую долину и в Барним, распространяя христианство среди сохранившегося славянского населения и, возводя свои культовые сооружения, поддерживали колонизационную политику Асканиев. При Оттоне I Ленин обрёл внутреннюю стратегическую функцию, защищая границы марки от архиепископа Вихмана Зеебургского, который в интересах присоединения этих земель к Магдебургскому архиепископству ещё в 1170 году возвёл по соседству монастырь Цинна близ Ютербога и противостоял Асканиям к югу от поймы Нуте-Ниплиц.

## История монастыря до секуляризации в 1542 году

### Основание монастыря

#### Дочерний монастырь Моримона
Монастырь Ленин, основанный Оттоном I в 1180 году, стал первым в Бранденбургской марке. Он служил домашним монастырём и местом погребения Асканиев, а затем и Гогенцоллернов и материнским монастырём для следующих цистерцианских обителей:
- Госциково-Парадыж, (1230), ныне Любушское воеводство Польши;
- монастырь Мариензее, (1258), спустя 16 лет перенесён в Коринский монастырь, (1273) в Барниме близ Эберсвальде
- монастырь Химмельпфорт, (1299), в Фюрстенберге.

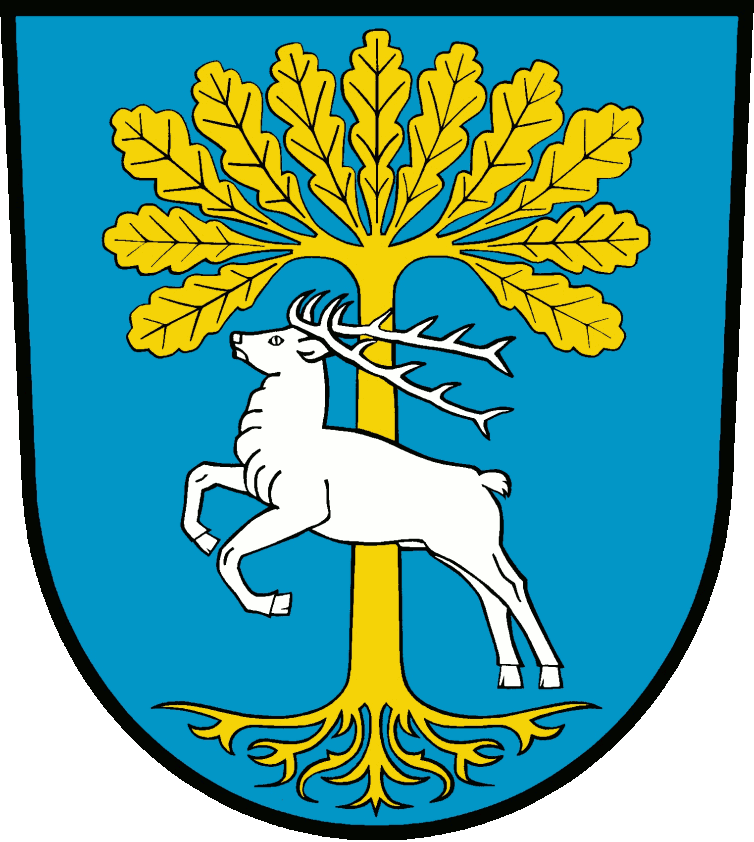
Дуб, под которым Оттону I приснился белый олень, на гербе Клостер-Ленина

Монастырь Ленин в свою очередь был основан как дочерний монастырь Моримона, одного из основных цистерцианских аббатств, образованного от монастыря-родоначальника цистерцианского ордена Сито. Первые двенадцать монахов во главе с аббатом Зибольдом прибыли в Ленин по приглашению Оттона I в 1183 году из монастыря Зиттихенбах близ Айслебена в Гарцфорланде, основанию которого способствовал отец Оттона Альбрехт Медведь.

#### Легенда об основании монастыря Оттоном I
Легенда, связанная с основанием монастыря Ленин, вошла в немецкую литературу и отражена в гербе общины Клостер-Ленин. Согласно легенде уставший после охоты Оттон I уснул под дубом. Во сне ему несколько раз являлся белый олень, пытавшийся сразить его своими рогами, от которых маркграф никак не мог отбиться своим копьём. С мольбой о помощи Оттон воззвал к Христу, и видение наконец-то исчезло. Образ оленя из сновидения Оттона его окружение сочло за символ языческих славянских племён, посоветовав правителю основать на этом месте крепость в честь христианского Бога и для защиты от языческих божеств. Но появилась не крепость, а монастырь.
Старший современник Теодора Фонтане, бранденбургский романист Виллибальд Алексис включил легенду об олене в роман «Штаны господина фон Бредова». Теодор Фонтане излагает легенду об олене в своём романе «Перед штурмом». На алтарных ступенях в монастырской церкви можно увидеть окаменевший дубовый брусок, как считается, из легендарного дуба Оттона, однако его дендрологический анализ не проводился. Во времена христианизации сакральные строения часто возводились на месте языческих храмов или святилищ, поэтому некоторые авторы высказывают предположение, что деревянный брусок может также принадлежать славянскому святилищу.
По мнению Теодора Фонтане монастырь Ленин обязан своим славянским названием легендарному оленю, «лани». Писатель обосновывал своё предположение сведениями из Богемской хроники XIV века, написанной летописцем императора Карла IV Прибиком Пулкавой. Современные исследователи считают эту версию возможной, однако недостаточно обоснованной, поскольку немецкий маркграф, основавший монастырь для борьбы с язычниками-вендами, вряд ли бы дал ему славянское название. По другой версии название Ленин происходит от имени собственного Лен.

#### Аскеза на болотах
Цистерцианцы столкнулись с большими сложностями в возведении своих сооружений. Местность Цаухе с северо-запада ограничена течением реки Хафель, с юго-запада — Барутской долиной и на востоке поймой рек Нуте-Ниплиц. Равнинно-холмистая возвышенность возникла в эпоху Вислинского оледенения 20 тысяч лет назад, когда материковые льды во Флеминге к югу от Барутской долины максимально продвинулись на юг и привели к образованию на севере Цаухе фронтальной морены. Лёд и стекающие талые воды оставили свой след в Цаухе в виде полого-волнистых отложений из обломков горных пород, мергеля и песка.
Название возвышенности Цаухе, расположенной на высоте около 60 метров над уровнем моря, имеет славянское происхождение и означает «сухая земля». Славяне заселили Цаухе по краям возвышенности и у озёр, которые возникли из мёртвого льда, отколовшегося от ледника. Застоявшиеся талые воды и каналы превратились в этой скудной местности в глубокие непроходимые болота, окружавшие в том числе и Монастырское озеро в Ленине.
Причина строительства монастыря в таком неблагоприятном для хозяйствования месте крылась в строгом, аскетичном образе жизни цистерцианцев, которые в соответствии со своей Хартии милосердия (Charta Caritatis) хотели вернуть былую строгость девизу «Молись и работай» (ora et labora) бенедиктинского ордена, от которого они отделились в 1098 году. Цистерцианцы носили простую одежду, питались скромно овощами, не ели мяса, спали на соломе без подушек. Такому образу жизни монахов отвечало выбранное под монастырь место, требовавшее от его обитателей особой стойкости. Фонтане писал, что монастыри строились на болотах и в низинах, то есть в неблагоприятной для жизни и здоровья людей местности для того, чтобы братья этого ордена постоянно видели перед своими глазами смерть. Бранденбург стал одним из немногих мест, где цистерцианцы обнаружили достойное своего духа поле деятельности и могли со всей очевидностью продемонстрировать мощь своего ордена. Монахи-цистерцианцы несли культуру, с крестом в левой руке, с топором и лопатой в правой, в проповеди и на пашне распространяя знания и святость, они превратили Ленин в одно из самых процветающих аббатств.

### Экономическое развитие монастыря

#### Землевладения

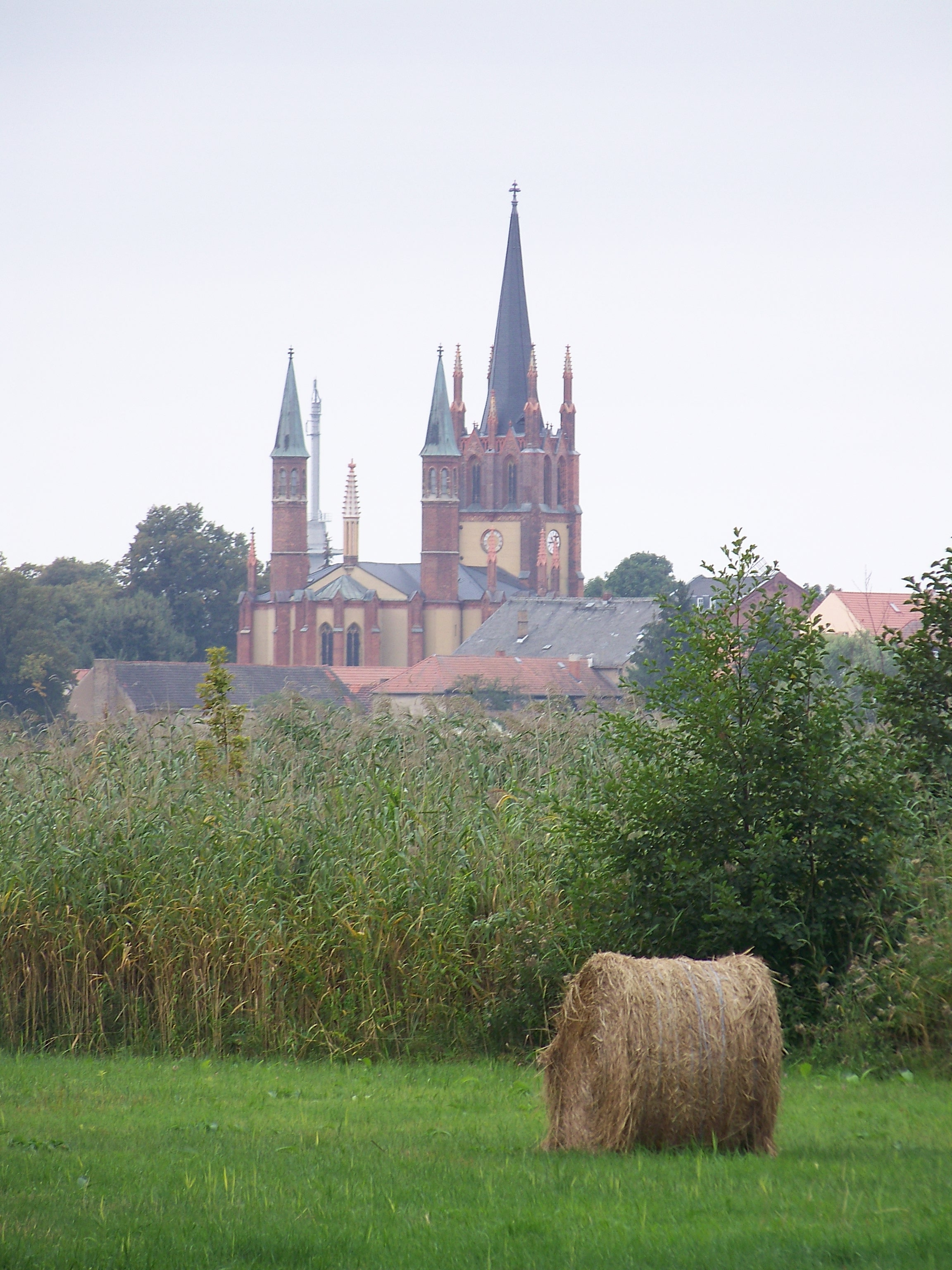
Город Вердер-на-Хафеле, владение монастыря Ленин

Основу экономического успеха составляли землевладения монастыря. На момент основания во владение монастыря были предоставлены Монастырское озеро до мельницы в Намице со всеми доходами от него, пять деревень, луга и право взимать пять шеффелей с бранденбургской соляной таможни. Рыболовство на реках и озёрах играло большую роль в Средневековье как источник пропитания, поэтому владение озёрами и права на рыбный промысел ценились очень высоко. В 1183 году, за год до своей смерти Оттон I передал монастырю ещё несколько деревень и озёр. В последующие годы владения цистерцианского монастыря прирастали дарами от Асканиев, которые как правило ещё и освобождали монастырь от уплаты налогов и таможенных сборов. Сфера влияния ленинских монахов постоянно росла, полученный доход монахи использовали для приобретения новых деревень в соседнем Намице. Цистерцианцы владели третью территории Цаухе, которая составляла центр владений монастыря. В 1219 году монастырю принадлежала достаточно отдалённая деревня Штангенхаген (современный район Треббина) в 40 км от монастыря и деревня Бланкензее, то есть цистерцианцы уже оказались на магдебургских, то есть саксонских землях.
К 1250 году монахи возвели в тридцати километрах от монастыря сельскую церковь в Грёбене (современный район Людвигсфельде). В 1317 году за 244 серебряных бранденбургских марки цистерцианцы приобрели город Вердер-на-Хафеле. Монастырю Ленин принадлежал и южный Целендорф, ныне район Берлина, несколько деревень в Барниме, к северу от Берлина, также находились во владении цистерцианцев. Деревня Ленин, будущий Клостер-Ленин, появилась в 1415 году, когда монахи открыли рынок у монастырских стен.

#### Экономическая деятельность
Цистерцианцы владели самыми современными для того времени технологиями в сельском хозяйстве и ведении хозяйства в целом, будь то освоение болотистой местности, строительство водяных мельниц, виноградарство, растениеводство или животноводство, поэтому монастырское хозяйство очень быстро превратилось в образец для окружавших его бранденбургских сёл. Торговлю своей продукцией (зерном, мясом, рыбой, молочными продуктами, мёдом, воском, вином и кожей) монахи вели в богатых городских домах в Берлине и Бранденбурге-на-Хафеле. Сохранившаяся грамота, датированная 20 августа 1469 года, сообщает о поставках зерна в Гамбург.
В начале XIII века орден отменил более невыполнимые положения своего устава, запрещавшие получать доход от сборов с населения, собирать десятину и сдавать земли в аренду. Монастырь Ленин стал получать значительные прибыли из этих источников. В XV веке финансовая мощь цистерцианцев возросла так, что монастырь Ленин мог кредитовать города Эрфурт и Люнебург. В 1443 году Люнебург получил кредит в 550 гульденов под 6 % годовых, в 1472 году ставка была снижена монахами до 4 процентов. На момент секуляризации в 1542 году монастырю Ленин принадлежало 4 500 га лесов и пашни, 54 озера, 9 ветряных и водяных мельниц, 39 деревень и город Вердер. Процветающее аббатство основало три новых монастыря.

### История монастыря и пророчество

#### Легенда о смерти первого аббата Зибольда

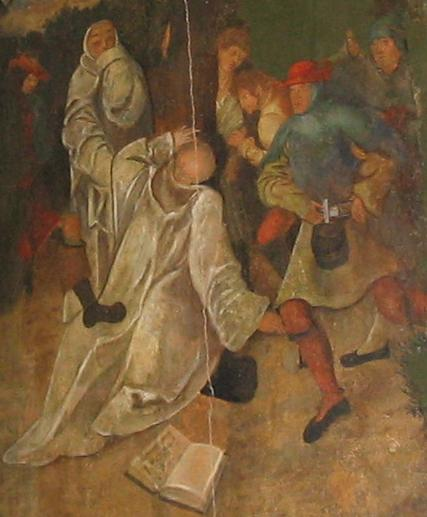
Убийство Зибольда. Фрагмент картины в монастырской церкви Ленина

Археологические исследования, проведённые в местах нахождения нескольких славянских деревень в непосредственной близости от Ленина, показали, что их население в первые годы после основания монастыря и вплоть до 1185—1190 годов оказывало ожесточённое сопротивление миссионерской деятельности и противилось уничтожению своих культовых сооружений. Современными исследованиями установлено, что монастырь был демонстративно возведён на месте языческого святилища: упоминавшаяся дубовая вставка в алтарной ступени могла быть частью священного дуба, почитаемого славянами. Тем самым, если дендрологический анализ подтвердит, деревянный фрагмент связывался с легендой об Оттоне I по ошибке. В 1170 году славяне разгромили соседний монастырь Цинна в ответ на разрушение святилища своего бога Триглава на горе Харлунгер близ Бранденбурга-на-Хафеле. В 1179 году в магдебургском Ютербоге славянами был убит аббат монастыря Цинна Риццо.
В отличие от указанных выше исторических данных легенде об убийстве в 1190 году первого аббата Ленина Зибольда нет документальных подтверждений, однако с учётом ситуации того времени можно предположить, что в её основу положены реальные события. История аббата Зибольда подробно изложена Теодором Фонтане: Зибольд решил остановиться на ночлег в одной из изб в соседней деревне Намиц, невольно испугав своим приходом её хозяев, и попав в двусмысленное положение с женой рыбака, бежал в лес, где и был убит. После этого его монахи Ленина решили оставить эти места, но к ним явилась дева Мария, обратившаяся к ним со словами: «Вернитесь, и не будет вам ни в чём нужды» (лат. Redeatis! Nihil deerit vobis). Слова Богородицы вселили в монахов новую веру, и они продолжили строительство монастыря.
Штефан Варнач относит предполагаемую смерть аббата к 1185 году и предполагает, что за легендой кроется реальное противостояние между монахами и намицкими славянами за рыболовный промысел и мельницы. На двух сохранившихся картинах из монастыря последней четверти XV века или первой четверти XVI века изображена смерть Зибольда. Изображения монастыря на них также представляют интерес для истории архитектуры и использовались в ходе реставрации монастыря 1871 года. На берлинской аллее Победы рядом с памятником Оттону I аббату Зибольду был установлен бюст.

#### Порочная банда разбойников в конвенте
По общей оценке в середине XIII века в монастыре проживало не менее сотни цистерцианцев. До середины XIV века это были исключительно дворяне, но впоследствии стали появляться также и горожане. Многие монахи обучались в университетах Виттенберга, Эрфурта, Франкфурта-на-Одере и Лейпцига. Некоторые монахи из Ленина добились высокого положения в церкви. Так, например, монах Дитрих Портицский, известный также как Дитрих Кагельвит, служил канцлером у императора Карла IV, затем стал епископом Миндена и архиепископом Магдебурга. Виллибальд Алексис в своём романе «Оборотень» приводит легенду о Дитрихе Кагельвите и свиных ушах. Император якобы пригласил Кагельвита к своему двору под впечатлением похлёбки, которой монах предложил Карлу IV подкрепиться во время его остановки в Ленине. Для похлёбки у Кальвита не оказалось мяса, а резать свиней, заготовленных на зиму, аббат не позволял, поэтому будущий епископ отрезал свиньям уши, обеспечив тем самым похлёбке по мнению императора «превосходнейший вкус».
Противостояние Виттельсбахов и Люксембургов, последовавшие после смерти последнего из Асканиев, правивших в Бранденбурге почти 170 лет, отозвалось жёсткими и иногда смертельными столкновениями между монахами. Временами конвент монастыря именовали «порочной бандой разбойников», некоторые монахи взялись за оружие. Лишь после перехода власти к Гогенцоллернам в 1415 году в Ленине наступил новый период расцвета. За борьбу монахов против рыцарей-разбойников из рода Квитцов и поддержку, оказанную ими Фридриху I, аббаты Ленина получили от новых властителей Бранденбурга титул курфюршеских советников. Последний из аббатов Ленина Валентин в 1518 году по поручению епископа Бранденбурга ездил в Виттенберг уговаривать Мартина Лютера не публиковать буллу об отпущении грехов.
Статус аббата Валентина как доверенного советника курфюрста Иоахима II не смог предотвратить секуляризацию монастыря Ленин, но отсрочил её до смерти Валентина в 1542 году. Курфюрст воспрепятствовал выборам нового аббата и распустил монастырь. Владения монастыря стали доменом курфюрста, управляемым его чиновниками. Конвент из 17 монахов был распущен, они отказались от любых притязаний к монастырю и его правопреемникам. Монахи получили выходное пособие в деньгах и одежде и вернулись к себе на родину. Один монах перешёл в монастырь Цинна, а двум пожилым монахам было разрешено закончить свои дни в монастыре Ленин.

#### Ленинское пророчество
В конце XVII века в разных городах Бранденбургской марки появилось напечатанное пророчество Vaticinium Lehninense, рукописный оригинал которого якобы был обнаружен в монастыре Ленин в 1683 году в присутствии курфюрста Фридриха Вильгельма Бранденбургского. Пророчество, написанные латынью монахом Германом в своей келье в 1306 году, предрекает падение дома Гогенцоллернов и возрождение монастыря Ленин. Интерес к Ленинскому пророчеству сохранялся вплоть до середины XIX века. В настоящее время документ считается подделкой и приписывается некоему берлинскому священнику, недовольному протестантским вероисповеданием правившей династии. В Ленинском пророчестве абсолютно точно предсказаны все события до 1680 года, когда фальшивка была составлена, а предсказанные события после 1680 года не сбылись.

## История Ленина после секуляризации

### Упадок и новый расцвет

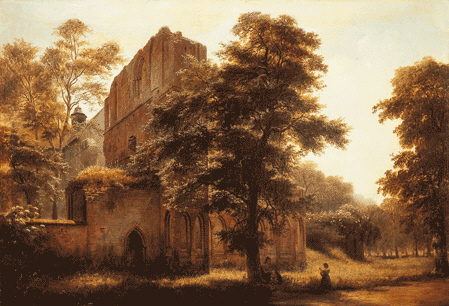
Руины монастыря Ленин. 1858. Картина Эдуарда Гертнера

Курфюрст Иоахим II использовал сооружения бывшего монастыря под охотничий лагерь. В конце XVI века Гогенцоллерны возвели здесь дом для гостей, участвовавших в охотах. В Тридцатилетнюю войну монастырь неоднократно подвергался разграблению и пережил несколько пожаров. В XVII веке в монастыре начался новый расцвет. По приказу «великого курфюрста» Фридриха Вильгельма I западное крыло и флигель бывшего монастыря были перестроены, и Ленин стал любимой летней резиденцией первой супруги Фридриха Вильгельма I Луизы Генриетты Нассау-Оранской. 9 мая 1667 года курфюршеская семья попрощалась здесь с тяжело больной Генриеттой, а спустя несколько недель она умерла в Берлине. Имя Луизы Генриетты носит современный женский монастырь.
В 1685 году Фридрих Вильгельм издал Потсдамский эдикт, которым пригласил в обезлюдевшие после Тридцатилетней войны и эпидемии чумы французских гугенотов, предоставив им значительные налоговые льготы и субсидии предприятиям. Гугеноты поселились и в Ленине. В монастырской церкви появилась стена, разделявшая кальвинистов и лютеран.
С последовавшим подъёмом бранденбургской экономики и появлением нового водного пути на Хафель через Эмстерканал в Ленине наступил новый расцвет кирпичного производства. Здесь появился причал для грузовых лодок. Но заброшенный монастырь вновь пришёл в запустение. В период с 1770 по 1820 годы монастырские сооружения были частично разобраны на кирпичи, монастырь пребывал в руинах. Сохранившаяся восточная часть церкви в романском стиле продолжала служить приходской церковью. В монастыре были похоронены девять маркграфов из рода Асканиев и три курфюрста из дома Гогенцоллернов, однако сохранилась лишь одна могильная плита Оттона VI. В 1811 году Пруссия передала Ленин в частную собственность.
Новый расцвет монастыря Ленин наступил в середине XIX века, когда в эпоху романтизма с ростом национального самосознания на разрушавшийся монастырь обратили внимание прусский королевский дом и образованные сословия. Владелец Ленина Роберт фон Лёбелль (1815—1905), проживавший на территории монастыря в 1846—1870 годах, воспользовался своими связями с королевской фамилией и в частности с кронпринцем Фридрихом Вильгельмом, чтобы найти финансовые средства для сохранения этого памятника культуры. В конце концов реставрация церкви началась в 1871 году по указанию «романтика на троне» короля Фридриха Вильгельма IV и закончилась в 1877 году.

### Монастырь Луизы Генриетты. 1911

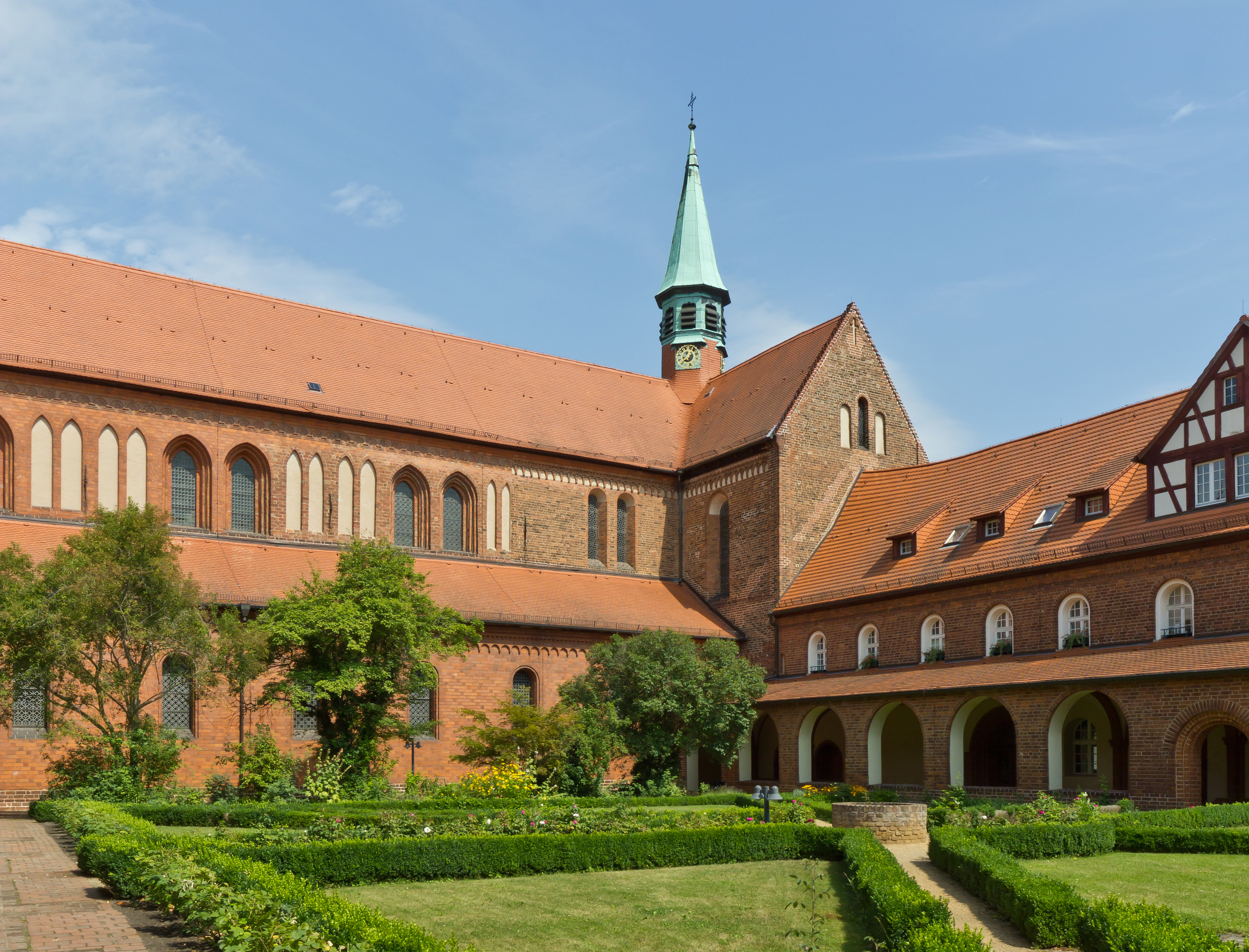
Клуатр

В 1911 году монастырские сооружения были выкуплены евангелической церковью, и после долгого перерыва в монастыре появилось духовенство: в Ленине было основано учебное заведение по подготовке лютеранских сестёр милосердия — диаконис. После многочисленных реконструкций зданий и формирования различных церковных благотворительных и лечебных учреждений в 1936 году в Ленине работало 128 диаконис и послушниц. При национал-социалистах руководство монастыря подверглось процедуре унификации, многие учреждения монастыря были закрыты. Исследования 2004 года показали, что начиная с 1942 года из Ленина вела свою работу по организации Холокоста группа Эйхмана.
В 1949 году начались работы по переоборудованию монастырского подворья под больницу, завершившиеся спустя 20 лет. В 1993 году в Ленине открылась реабилитационная клиника по проблемам гериатрии с домом престарелых. В настоящее время в лечебном учреждении занято около 400 человек, работает клиника внутренней и паллиативной медицины, хоспис, школа сестринского дела, диаконическая станция и детский сад.

## Цистерцианская архитектура

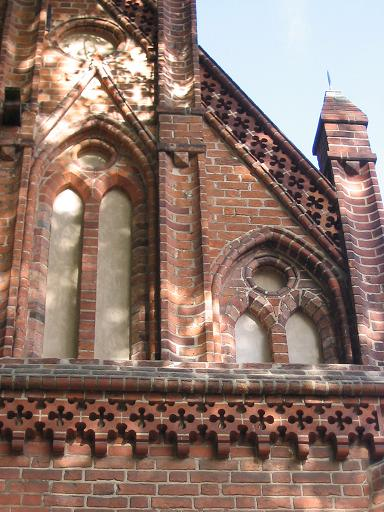
Королевский дом. Деталь южного фасада

### Искусство простого

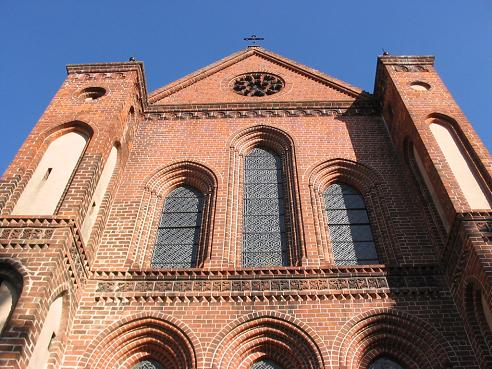
Западный фасад церкви

Суровый образ жизни цистерцианцев нашёл своё отражение в их простой архитектуре. Архитектурный стиль цистерцианцев скупой, без излишеств и украшений из золота. В 1218 году генеральный капитул, высшая инстанция в центральном руководстве ордена, даже запретил использование цвета в украшении полов. Хотя аскетическая дисциплина и заставляла цистерцианцев строить в простых и чётких архитектурных формах, в результате получались на современный взгляд очень значительные и впечатляющие произведения архитектуры. Несмотря на наложенные на себя ограничения, монахи стремились добиться соответствующей эстетики и использовали для этого помимо разнообразных фризов два других стилеобразующих средства — кирпичную готику и технику гризайля для витражей.

### Кирпичная готика
Цистерцианцы строили из кирпича, который позволял добиваться большей устойчивости стен по сравнению с сооружениями из гранита того времени. Гранит, как правило, использовался только для фундамента. Пригодная для изготовления кирпича глина имелась в соседнем Кальтенхаузене. В 1876 году в Ленине была обнаружена канава, в которой глина растиралась и замешивалась с добавлением песка до консистенции цементного раствора. Полученной массой ровно заполняли деревянные формы. Кирпичная масса в формах подсушивалась на солнце в течение дня, а затем подвергалась дальнейшей термической обработке в печах. В течение восьми дней на слабом огне проводился обжиг со всех сторон до 10 тысяч кирпичей одновременно. Затем после сильного обжига при температуре до 1000 °C в течение четырёх-пяти дней желтоватый гидроксид железа кирпичной глины приобретал характерный красный цвет, превращаясь в оксид железа. Затем печи покрывали слоем земли, где кирпич охлаждался в течение четырёх недель. Искусство производства красного кирпича заключалось в правильном выборе интенсивности огня для обжига: при слишком слабом огне кирпич крошился, а при слишком сильном он деформировался. Кирпичный брак использовался как наполнитель. Обычно кирпич имел размеры 11 х 14 х 26 — 31,5 см. Разница в размерах объясняется усадкой кирпича-сырца при обжиге и сушке. Несмотря на то, что ранние строения цистерцианцев обнаруживают сходство, единых обязательных или общих проектов не существовало. Сходство архитектурных форм объясняется ограниченными изобразительными возможностями кирпичной готики.

### Гризайль
Генеральный капитул цистерцианского ордена устанавливал чёткие правила оформления окон: они должны быть бесцветными, без крестов и традиционных цветных изображений библейских образов. Монахи использовали французскую технику гризайля и украшали стёкла, а также книги однотонным орнаментом серого цвета. Цистерцианцы создали свой собственный стиль гризайля: на молочное стекло наносились разнообразные растительные орнаменты в форме вьюнков и листьев шварцлотом, краской из расплавленного свинцового хрусталя. Наряду с лестничными башенками высокие искусно оформленные окна являются отличительной чертой архитектуры Ленина. Ни одно из гризайлевых окон в Ленине не сохранилось, однако осколки были обнаружены при раскопках в дочернем Коринском монастыре.